# コサックの子守歌

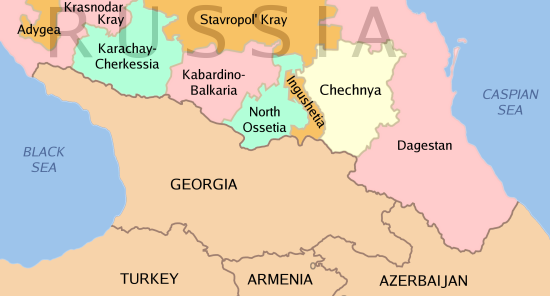
北コーカサスの各地域

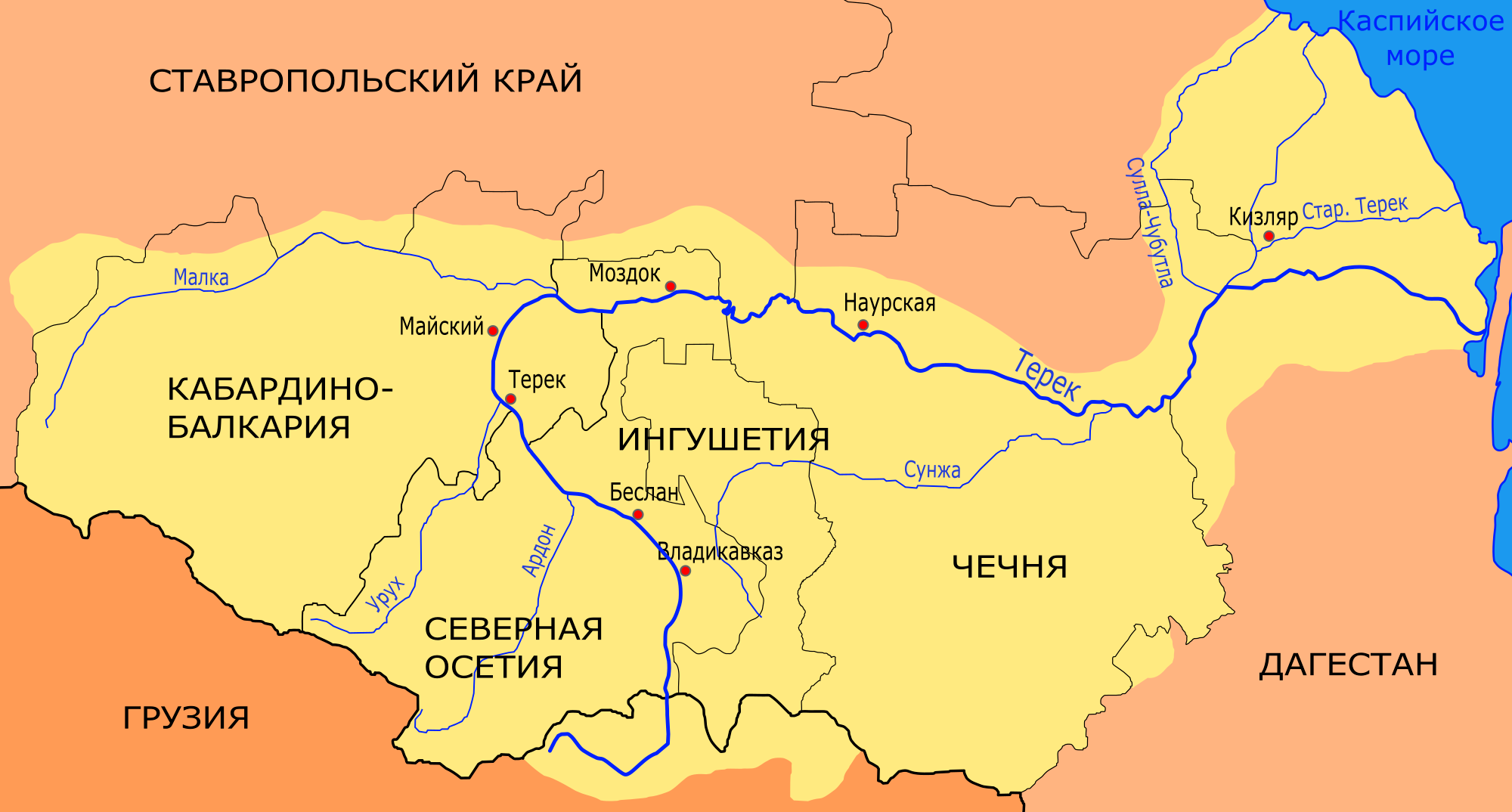
テレク川流域

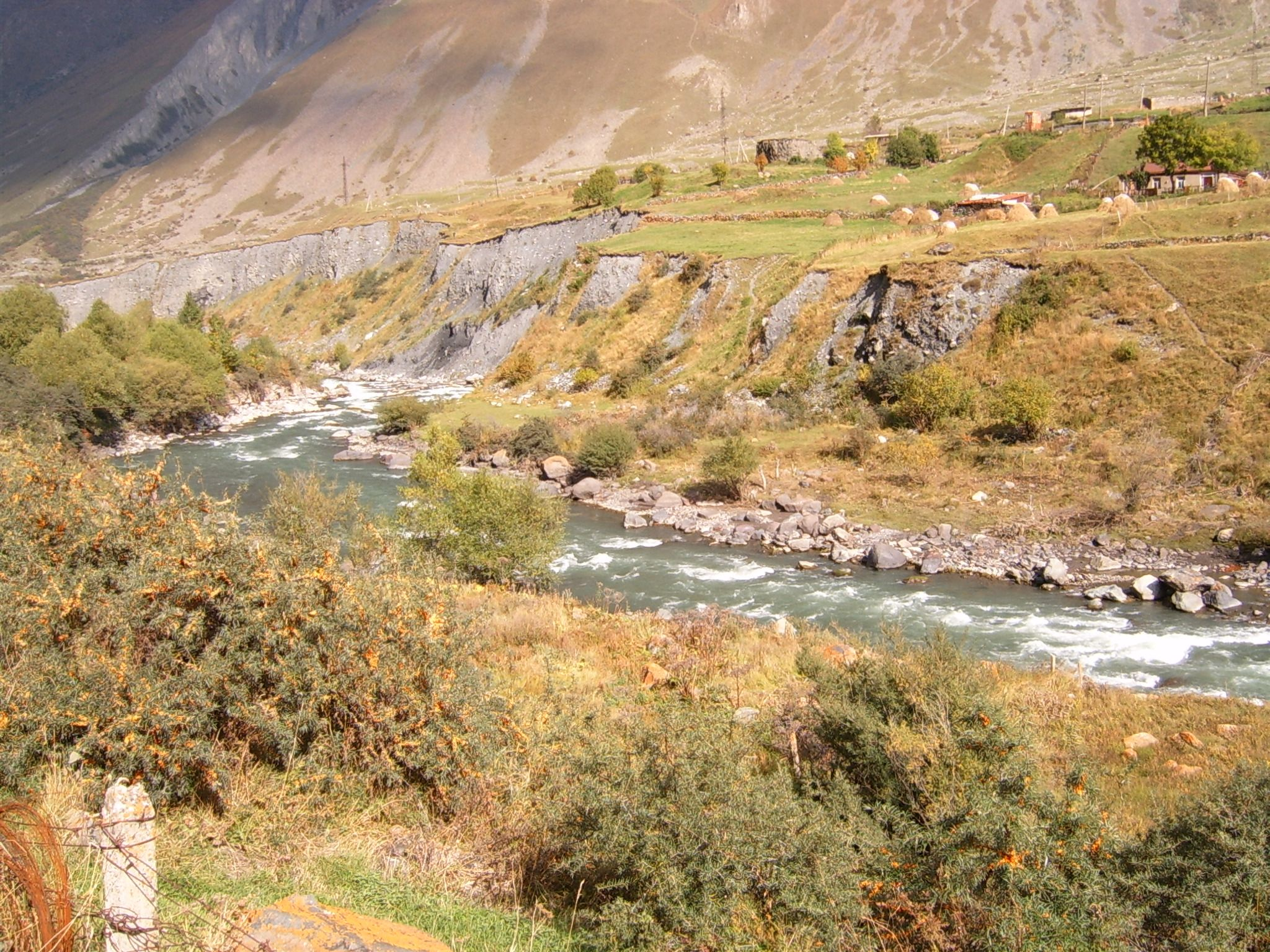
テレク川

「コサックの子守歌」（ロシア語: Казачья колыбельная песня）は、ロシアの作家ミハイル・レールモントフがカフカスへ流刑中に、テレク・コサック軍の地で採譜した子守歌である。

## 歌の背景
1837年、ロシアの文豪アレクサンドル・プーシュキンはジョルジュ・ダンテスを相手に決闘をして、その時の傷で2日後に亡くなった。これを聞いたミハイル・レールモントフは「詩人の死」と題する詩を書いて、当時のロシア皇帝の取り巻きの貴族階級の犠牲になったことを嘆いた。  それが貴族階級を糾弾するように取れる内容になったので、彼はカフカースへ流刑された。 
レールモントフはカフカスのテレク・コサック軍の地で老婆が歌っていた子守歌を1838年に採譜し、ロシア語詩に直したのがこの「コサックの子守歌」で、当時テレク・コサック軍は現在のオセチア地方で、テレク川を越えて東から侵犯してくるイングーシ人、チェチェン人と戦って、ロシア辺境の守りとなっていた。
彼はこれをモスクワへ持ち帰ったために広く流布するようになった。 実際には、レールモントフはサンクトペテルブルクへ帰る途中のヴォロネジで採譜をしたという。
アレクサンドル・グレチャニノフは、この詩に基づき歌曲『子守歌』（作品1-5）を作曲しており、現在も広く歌われている。

## 詩と日本語訳
「コサックの子守歌」の歌詞は6番まであるが、以下にロシア語原詩の2番までを日本語直訳と共に記す。
| 原詩（ロシア語） | 直訳（日本語、GFDL） |
| --- | --- |
| | |
| 1.Спи, младенец мой прекрасный, Баюшки-баю. Тихо смотрит месяц ясный В колыбель твою. Стану сказывать я сказки, Песенку спою; Ты ж дремли, закрывши глазки, Баюшки-баю.        | 眠れ、私の愛しい子よ、 ねんころりん。 静かに見ている、明るい月が お前の揺りかごを。 私の話を聞いてよ、 歌を歌うよ。 お前は眠る、目を閉じて、 ねんころりん。                                                 |
| | |
| 2.По камням струится Терек, Плещет мутный вал; Злой чечен ползет на берег, Точит свой кинжал; Но отец твой старый воин, Закален в бою: Спи, малютка, будь спокоен, Баюшки-баю. | テレク川は岩の上を流れ、 濁った大波が立っている。 凶悪なチェチェン人が岸に上ってきて、 短刀を研いでいる。 でも、坊やの父さんは古い戦士、 戦いで鍛えているからね。 眠れ、坊や、ゆっくりして、 ねんころりん。 |

## カヴァー
この子守歌は、ソ連時代には歌詞の2番以降が構成諸地方に住むチェチェン人を疎外する内容であまり歌われなくなったが、日本では津川主一訳の「眠れやコサックの　いとし子よ」で始まる歌詞、度会祐一訳の「眠れや愛し子　安らかに」で始まる歌詞などが好んで歌われていて 、日本で編集する「世界子守歌集」などにも必ず含まれる。
次ようなの歌手によりカヴァーされている。
- ダークダックス
- 倍賞千恵子
- ヴォーチェ・アンジェリカ